# Jardín Botánico de Bakau
El Jardín Botánico de Bakau (en inglés: Bakau Botanical Gardens o simplemente The Botanic Garden) es un jardín botánico ubicado en Bakau, Gambia. Su código de reconocimiento internacional como institución botánica, así como las siglas de su herbario es BAKAU.

## Localización
The Botanic Garden, Department of Agricultural Services Horticultural Depatment Cape St Mary, Bakau, Gambia.

## Historia
Este jardín botánico fue creado en 1924. 
Actualmente son de destacar sus grandes árboles de teca con retorcidos troncos que dan unas sombras agradables y antiguas cycas. 

## Colecciones
Entre sus colecciones destacan :
- Colección del Sureste de Asia, Commelina benghalensis, Asystasia gangetica, Bauhinia monandra, Plumeria alba, Quisqualis indica, Stachytarpheta indica,
- Colección de plantas de las Américas, Anacardium occidentale, Lantana camara
- Colección de plantas Eurosiberianas, Nerium oleander
- Flora nativa de Gambia, con Adansonia digitata, Borassus aethiopum, Elaeis guineensis, Eulophia guineensis, Ficus lutea, Heliconia psittacorum, Ipomoea stolonifera, Hymenocallis littoralis, Kigelia africana, Macrosphyra longistyla, Neocarya macrophylla, Calotropis procera, Scadoxus multiflorus .

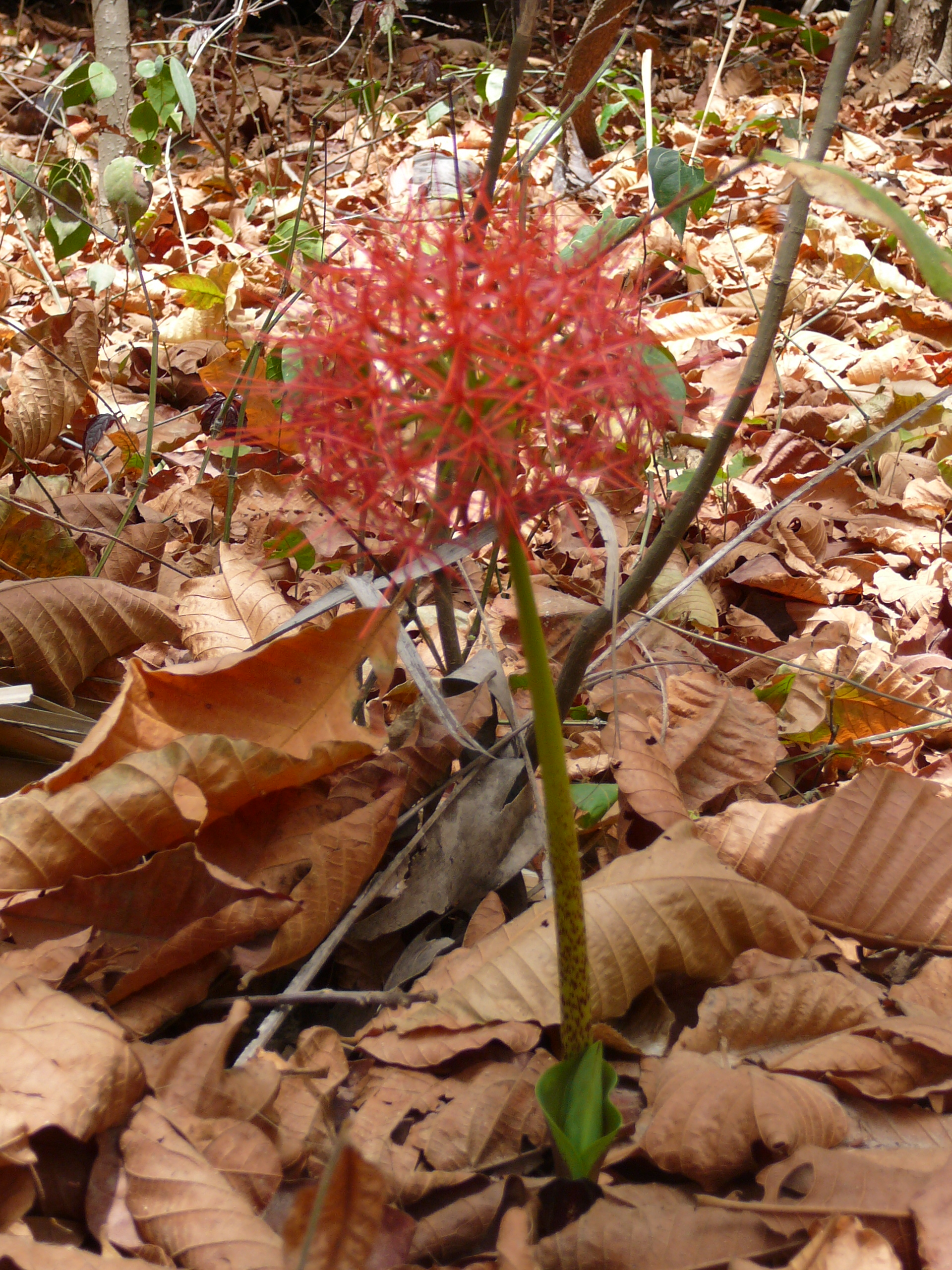
La inflorescencia de Scadoxus multiflorus
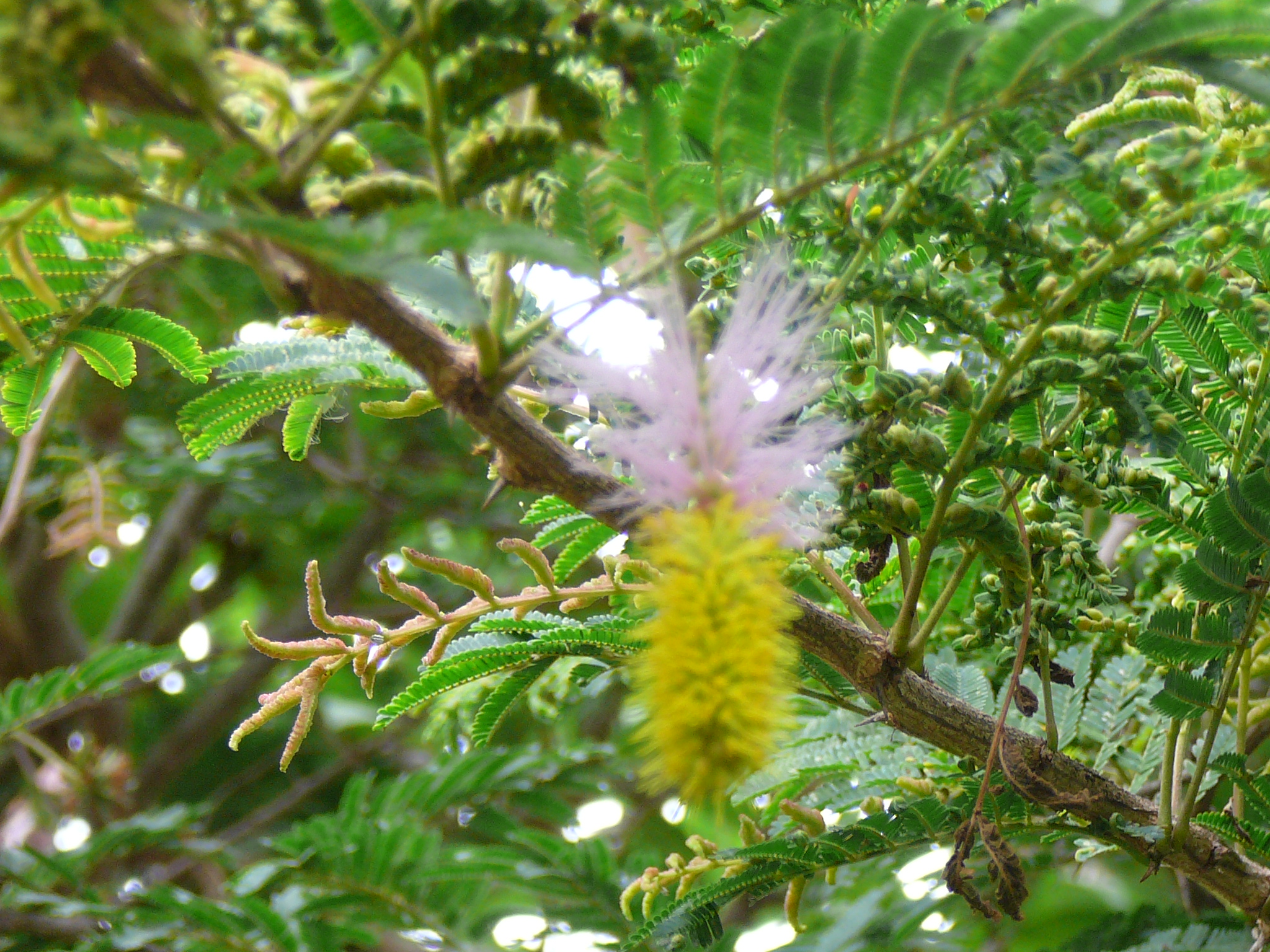
La inflorescencia de Dichrostachys cinerea.